# (17112) 1999 JM52
A (17112) 1999 JM52 a Naprendszer kisbolygóövében található aszteroida. A LINEAR projekt keretében fedezték fel 1999. május 10-én.